# Richard de Rochemont
Richard Guertis de Rochemont, né le 13 décembre 1903 à Chelsea (Boston, Massachusetts) et mort le 4 août 1982 à Flemington (New Jersey), est un journaliste et ancien résistant, un réalisateur et un producteur américain.

## Biographie
Issu d'une ancienne famille huguenote, il est le fils d'un grand juriste bostonien formé à l'université Harvard et associé au cabinet Andrew, deRochemont & Messer. Après de brillantes études, sorti diplômé de Harvard en 1928, Richard Guertis de Rochemont commence une carrière de journaliste à Boston puis à New York, travaillant pour le Boston Daily Advertiser et The New York Sun. Bientôt, il se tourne vers les reportages d'actualités destinés au cinéma, la demande du public augmentant régulièrement. Il entame cette nouvelle carrière en 1930 à la Fox Movietone. En 1931, Rochemont devient rédacteur en chef étranger de cette société de presse et il est nommé correspondant à Paris. En 1935, il travaille pour l'hebdomadaire Time et devient chef du bureau parisien. Il collabore également à Life à partir de 1936 quand Henry Luce l'intègre au sein du groupe Time Incorporated. Il quitte la France au moment de l'invasion allemande en juin 1940.
Il rejoint alors France Forever, association fondée par Eugène Houdry, basée à Washington, et dont le but est de soutenir l'action de la France libre. À ce titre, Rochemont revient en zone libre sous une fausse identité et rencontre les chefs de la Résistance. Un reportage signé Rochemont paraît dans Life le 1er septembre 1941, puis, un an plus tard, un autre intitulé « The French Underground », dans lequel est publiée la fameuse liste noire qui inventorie les principaux collaborateurs français ayant accepté de travailler pour les nazis, article dans lequel il révèle que son principal informateur est Pierre Durand. Il est également le vice-président du French-American Club, l'association qui regroupe la communauté des Français vivant à New York durant le conflit.
Pendant la guerre, il commence à produire des courts métrages destinés à soutenir le moral des troupes, travaillant pour la série d'actualités cinématographiques The March of Time (en), toujours dans le cadre de Time Inc., avec son frère aîné, Louis de Rochemont (en) (1899-1978) comme producteur associé ; en 1935, Louis avait fondé The March of Time aux côtés de Roy E. Larsen. En 1941, Richard produit The Story of the Vatican réalisé par Jean Pages et distribué par RKO Pictures, film immédiatement condamné par le Vatican. En 1943, il remplace son frère Louis à la tête de la série.
La famille Rochemont (Louis, son fils Louis III, et Richard) se lance après guerre dans la production de documentaires d'un nouveau genre : le docufiction, genre sans doute inventé par Louis, surnommé « the father of the docudrama ».
Parmi les nombreuses productions signées par Richard de Rochemont, l'on retient Crusade in Europe (1949), le tout premier documentaire destiné au média télévisuel, réalisé à partir d'un ouvrage de Dwight D. Eisenhower ; le court métrage a été financé par Time Inc. et distribué par Twentieth Century-Fox Television. L'année suivante, il remporte un prix lors de la 22e cérémonie des Oscars, pour le meilleur court métrage documentaire avec A Chance to Live (1949).
En 1951, la série de films produite par Time Inc. est interrompue. Il est alors nommé durant deux ans en tant que vice-président de l'agence de publicité J. Walter Thompson. En 1955, il fonde Vavin Inc., qui produit notamment des films pour des organisations telles que le département d'État américain et la Fondation Ford.
Il est également producteur exécutif du premier film de Stanley Kubrick Fear and Desire ; c'est lui qui, en 1953, permet au réalisateur de boucler 80 % de son budget.
En tant qu'écrivain, il est l'auteur avec Waverley Root, de Eating in America. A History and Contemporary French Cooking (Manger en Amérique, histoire et cuisine française contemporaine). Il est également l'auteur de The Pets 'Cookbook, un livre de recettes destiné aux animaux de compagnie, qu'il avait écrit à la suite d'une discussion avec Alfred A. Knopf.
Il épouse en premières noces Helen Bentley Bogart, puis, dans un second temps, Jane Louise Meyerhoff.

## Réalisateur
Les courts métrages suivants sont réalisés par Richard de Rochemont :
- 1945 : 18 Million Orphans
- 1946 : Tomorrow’s Mexico
- 1947 : Handle with Care!
- 1948 : The Cold War